# Uferfrauen – Lesbisches L(i)eben in der DDR
Uferfrauen – Lesbisches L(i)eben in der DDR ist ein deutscher Dokumentarfilm der Regisseurin Barbara Wallbraun aus dem Jahr 2019.

## Inhalt
Der Dokumentarfilm begleitet sechs Protagonistinnen, die in Groß- und Kleinstädten der DDR aufwuchsen und lebten. Die Frauen lassen das Publikum an ihrem damaligen Lebensalltag teilhaben, an ihrem Kampf um Selbstbestimmung, der ersten Liebe, unkonventioneller Familienplanung sowie Konflikten mit der SED und dem Gesetz, insgesamt der Suche nach dem persönlichen (Liebes)Glück. Er zeigt die Einsamkeit von Außenseiterinnen, die gesellschaftliche Tabuisierung von Homosexualität, den Zwang zur Konformität und die Anpassung in einem repressiven Staat.

## Produktion und Veröffentlichung
Produziert wurde der Film von der Sunday Filmproduktions GmbH aus Halle/Saale in Koproduktion mit der Redaktion ZDF – Das kleine Fernsehspiel. Am 20. Oktober 2019 feierte der Film bei den Lesbisch Schwulen Filmtagen Hamburg Premiere und gewann im Rahmen dessen den Publikumspreis „DOKULA“ für den besten Dokumentarfilm. Weiterhin lief Uferfrauen auf mehreren nationalen und internationalen Festivals. Unter anderem auf dem Perlen – Queer Film Festival in Hannover, wo Uferfrauen mit dem 5. QueerScope-Debütfilmpreis ausgezeichnet wurde.
Regisseurin Barbara Wallbraun ist zudem Absolventin des „Tp2 Talentpool“.
Der Film wurde für den 58. Grimme Preis 2022 in der Kategorie Wettbewerb Information & Kultur nominiert.

## Presse
„Ein wichtiges Zeitdokument – und eine Blaupause für die Zukunft“ – Missy Magazin
„Uferfrauen – ein Film der Mut machen will, für sich selbst und ein gleichberechtigtes, freies Leben einzustehen.“ – NDR Kulturjournal
„Einer von vielen bewegenden Momenten dieses eindringlichen Werkes, das einen wichtigen Beitrag zur lesbischen Geschichtsschreibung leistet und fraglos einen Höhepunkt des Festivals darstellt.“ – Tagesspiegel
„Eine dramatische Wucht“ – Spiegel Online